# Belmont (Gers)
Belmont (gaskognisch Bèlmont) ist eine französische Gemeinde mit 150 Einwohnern (Stand 1. Januar 2022) im Département Gers in der Region Okzitanien (bis 2015 Midi-Pyrénées); sie gehört zum Arrondissement Auch und zum Gemeindeverband Artagnan de Fezensac. Die Bewohner nennen sich Belmontais/Belmontaises.

## Geografie
Belmont liegt rund 28 Kilometer westnordwestlich von Auch im Zentrum des Départements Gers. Die Gemeinde besteht aus zahlreichen Streusiedlungen und Einzelgehöften. Die Guiroue bildet streckenweise die östliche Gemeindegrenze. Zudem durchquert die Auzoue (hier noch Lauzoue genannt) die Gemeinde in nördlicher Richtung und bildet streckenweise die westliche Gemeindegrenze. Nachbargemeinden sind Préneron im Norden, Roquebrune und Tudelle im Osten, Cazaux-d’Anglès im Südosten und Süden, Montesquiou im Südwesten, Lupiac im Westen sowie Castillon-Debats im Nordwesten.

## Geschichte
Die Gemeinde besteht in der heutigen Form erst seit 1821. Damals vereinigte sich die ehemalige Gemeinde Belmont (1821: 526 Einwohner) mit der Gemeinde Castera-Preneron (1821: 96 Einwohner) zur heutigen Gemeinde. Im Mittelalter lag Belmont in der Grafschaft Vic-Fezensac innerhalb der Region Armagnac in der historischen Landschaft Gascogne und teilte deren Schicksal. Belmont gehörte von 1793 bis 1801 zum District Auch. Seit 1801 ist Belmont dem Arrondissement Auch zugeteilt und gehörte von 1793 bis 2015 zum Wahlkreis (Kanton) Vic-Fezensac (ursprünglich Kanton Vic-sur-Losse genannt).

### Bevölkerungsentwicklung
Die Einwohnerentwicklung ist typisch für eine französische Landgemeinde. Normal sind die Entwicklungen zwischen 1793 und 1821 mit einem starken Wachstum und die folgende starke Landflucht von 1856 bis 1921. Nach einer kurzen Wachstumsphase setzte ab 1931 eine zweite Abwanderungswelle bis 1991 ein. Seither hat sich die Bevölkerungszahl stabilisiert.
| Jahr                       | 1962 | 1968 | 1975 | 1982 | 1990 | 1999 | 2006 | 2011 | 2020 |
| Einwohner                  | 258  | 246  | 225  | 191  | 165  | 150  | 150  | 151  | 151  |
| Quellen: Cassini und INSEE |      |      |      |      |      |      |      |      |      |

## Sehenswürdigkeiten
- Himmelfahrts-Kirche (Église de l’Assomption)
- vier Wegkreuze
- Denkmal für die Gefallenen[3]

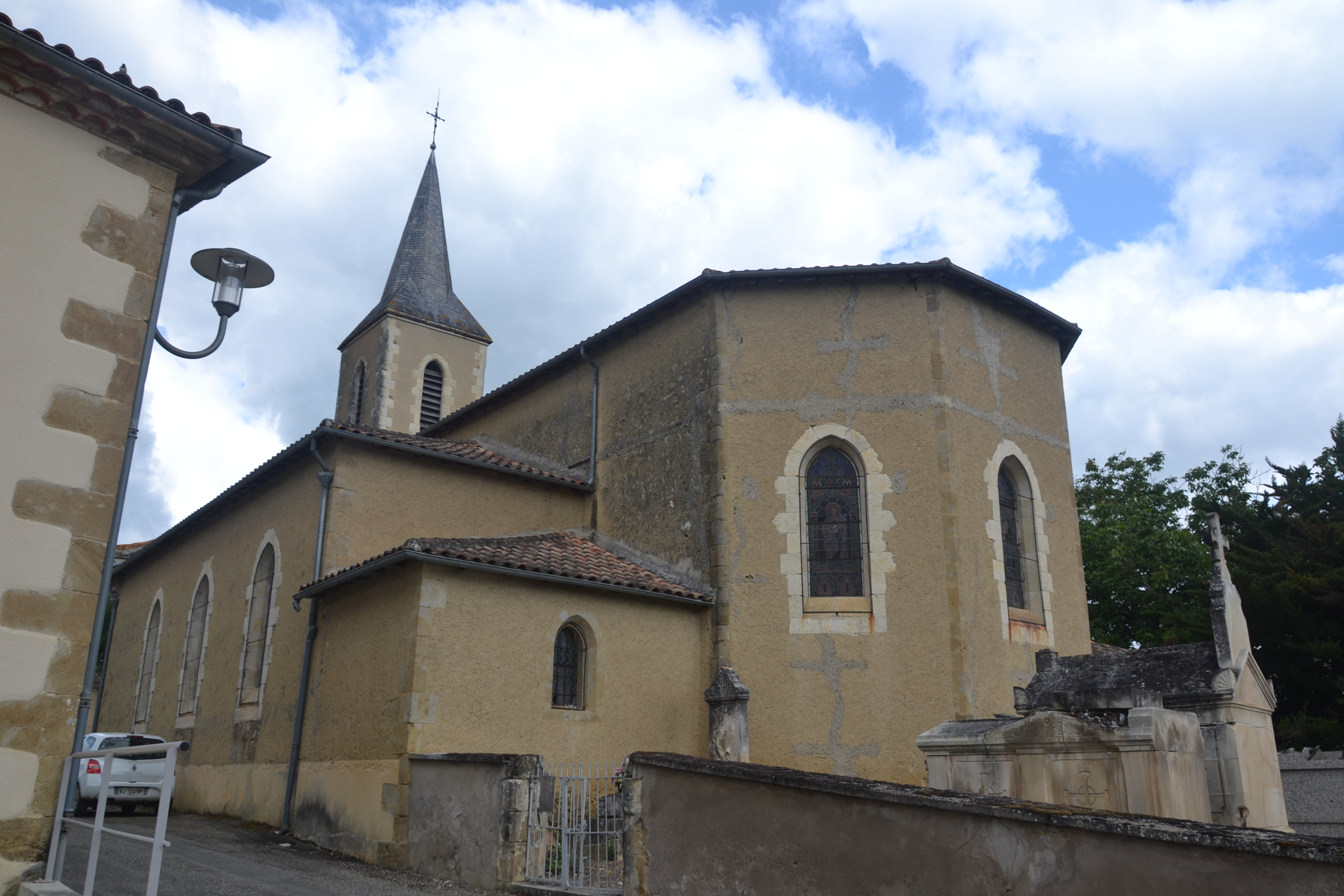
Himmelfahrts-Kirche
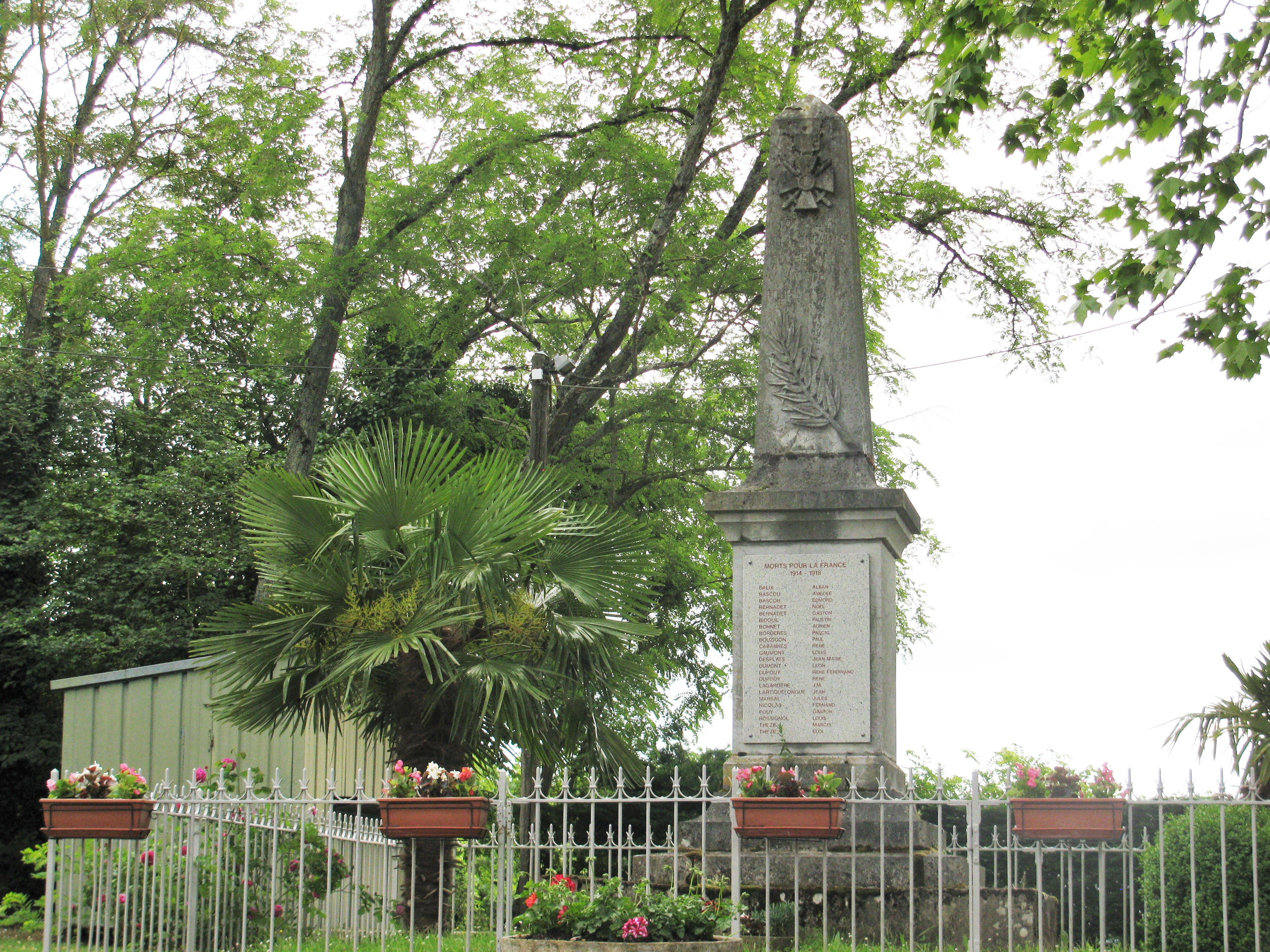
Denkmal für die Gefallenen
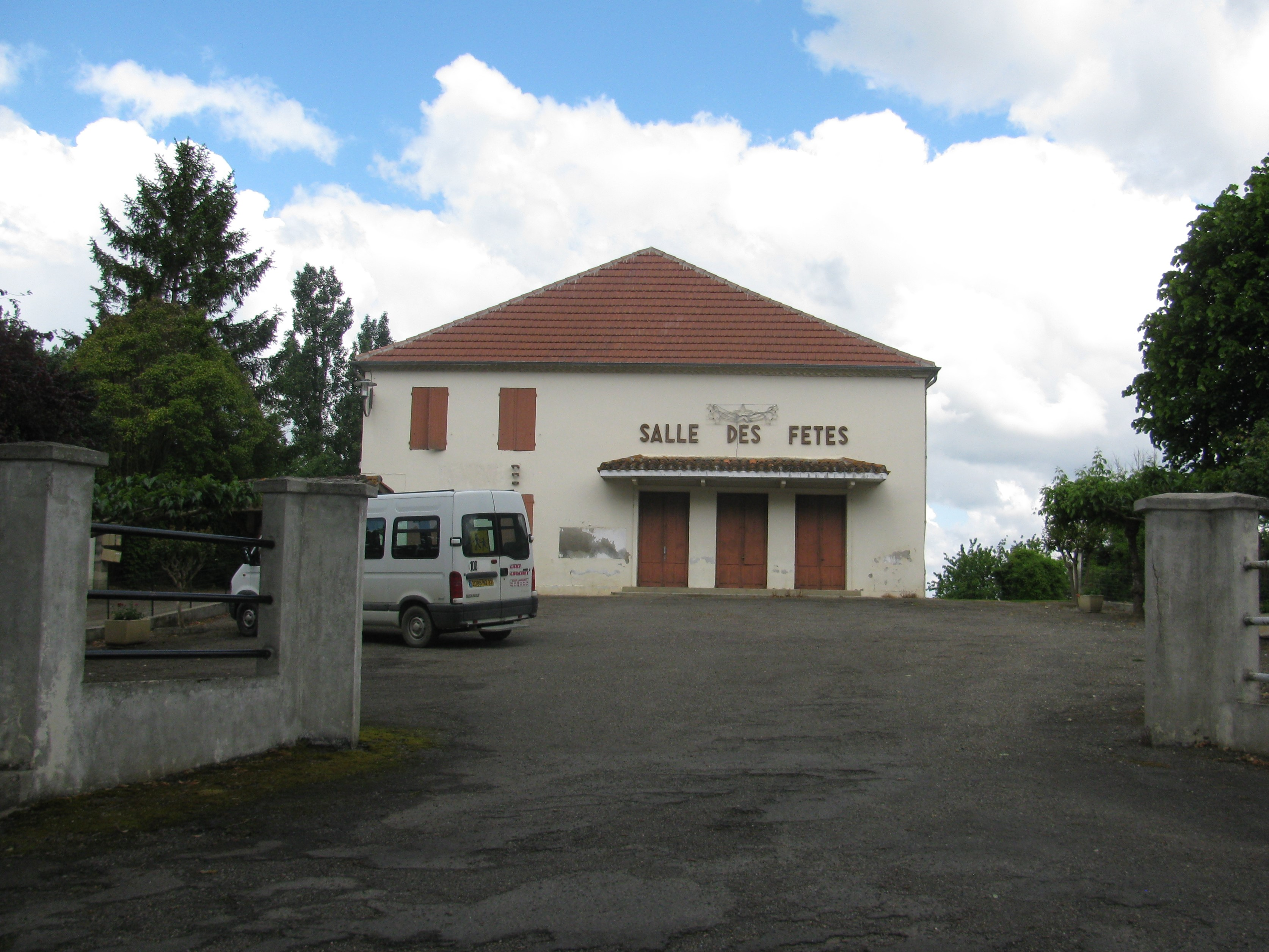
Festsaal der Gemeinde
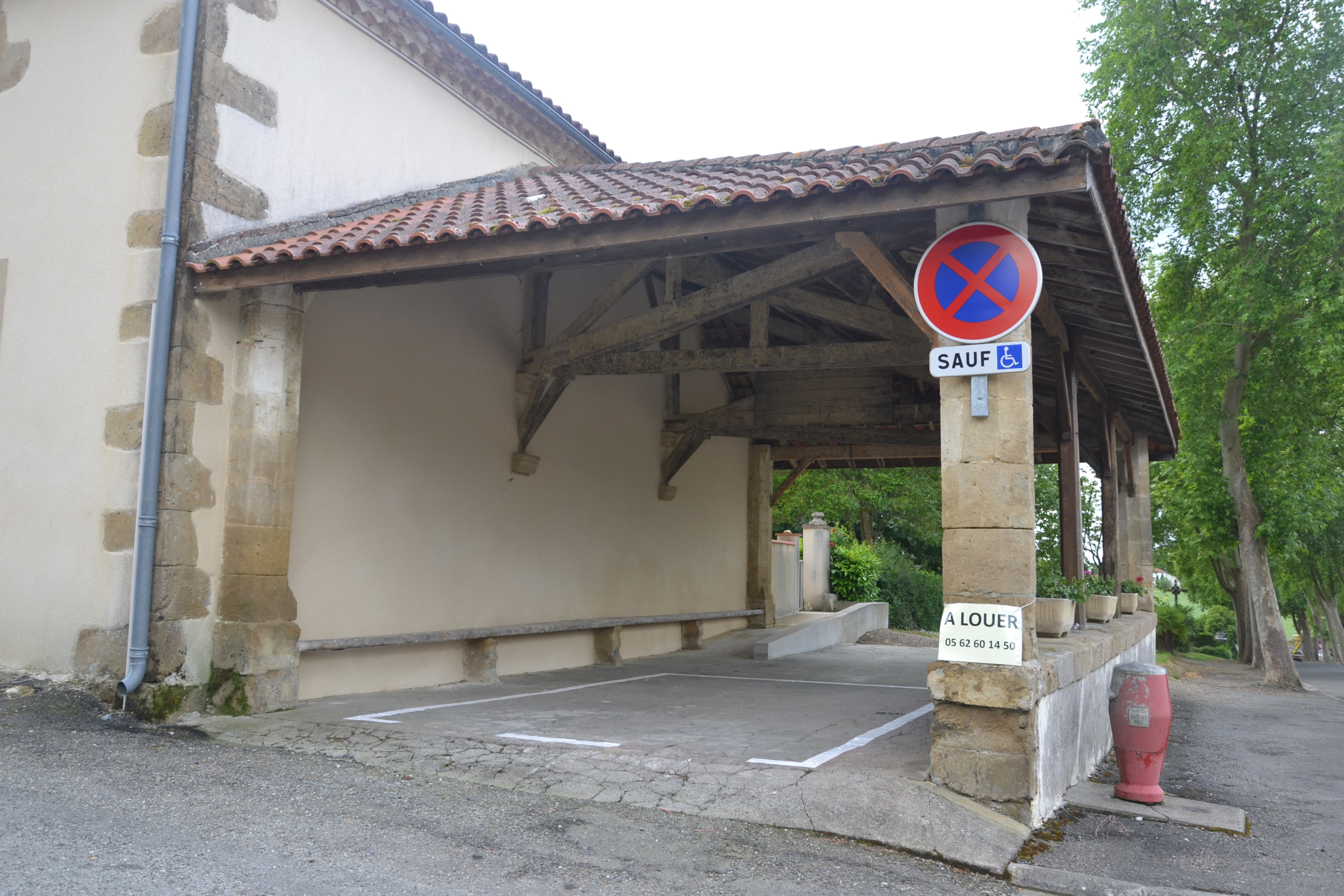
Ehemalige Markthalle

## Verkehr
Die Gemeinde liegt nicht an überregionalen Verkehrswegen und hat keine Schienen- oder Busverbindungen. Wichtige regionale Verkehrswege sind die D1 (nach Norden und Süden), die D37 (nach Westen) und die D174 (nach Osten). Die wichtigste überregionale Verkehrsverbindung ist die N124 mit einem Anschluss in Vic-Fezensac.